# Мартинес, Хильберто
Хильбе́рто Марти́нес Вида́ль (исп. Gilberto Martínez Vidal; род. 1 октября 1979, Гольфито, Коста-Рика) — коста-риканский футболист, защитник. С 2001 по 2011 год выступал за сборную Коста-Рики.

## Карьера

### Клубная
Хильберто Мартинес начинал карьеру футболиста в «Саприссе», одном из самых успешных клубов коста-риканского чемпионата. Защитник выступал за клуб с 1999 по 2002 год и сыграл за это время 63 матча в национальном первенстве.
Летом 2002 года Мартинес подписал контракт с итальянским клубом «Брешиа». Сыграл первый матч в Серии А 15 сентября 2002 года против «Пьяченцы».
В дальнейшем по ходу сезона футболист выходил на поле в матче чемпионата Италии ещё 33 раза. 5 декабря 2004 года, продолжая выступать во высшем итальянском дивизионе, Хильберто Мартинес забил первый гол в своей клубной карьере. В 14-м туре чемпионата костариканец забил гол в ворота Сальваторе Совьеро из «Реджины».
По итогам сезона 2004/05 «Брешиа» выбыла в Серию B и защитник продолжал карьеру в этом дивизионе.
Сезон 2006/07 Хильберто Мартинес провёл в «Роме», но ни одного матча за римскую команду не сыграл.
Три года спустя «Брешиа» заняла третье место во втором дивизионе и вернулась в Серию А. Первую половину сезона 2010/11 защитник провёл в «Брешии», а с февраля 2011 года и до окончания первенства выступал за «Сампдорию» на правах аренды. Впервые Мартинес сыграл за генуэзский клуб 2 февраля 2011 года в матче против «Кальяри».
По итогам сезона обе команды, за которые выступал коста-риканский футболист, оказались в Серии B, заняв 18-е и 19-е места.
Летом 2012 года контракт Хильберто Мартинеса с «Брешией» закончился, и защитник оставался без клуба до тех пор, пока в январе 2013 года не стал игроком клуба третьего дивизиона «Лечче». Дебютировал в новой команде 24 февраля 2013 года в матче против «Виртус Энтеллы».

### В сборной
Хильберто Мартинес провёл 4 матча за молодёжную сборную Коста-Рики. За первую сборную страны защитник начал выступать в 2001 году и в том же году сыграл 3 матча на Кубке Америки. 10 лет спустя Мартинес вновь оказался в составе сборной на этот турнир, но ни одного матча не сыграл. В 2002 и 2006 годах футболист принимал участие в чемпионатах мира, а в 2003 — в Золотом кубке КОНКАКАФ. В последний раз Хильберто Мартинес играл за сборную 29 марта 2011 года в товарищеском матче со сборной Аргентины.

## Достижения
«Саприсса»
- Вице-чемпион Коста-Рики (1): 1999/00
- Третье место в чемпионате Коста-Рики (1): 2001/02

 «Брешиа»
- Третье место в Серии B (1): 2009/10